# Towarzystwo do Upiększania Miasta i Jego Okolic
Towarzystwo do Upiększania Miasta i Jego Okolic – początkowo społeczne, a następnie komunalne towarzystwo, zajmujące się rozwojem i pielęgnacją zieleni miejskiej w Poznaniu, działające w latach 1834-1898.
Organizację założyła grupa obywateli miasta, którym zależało na rozwoju zieleni poznańskiej. Statut spisano w językach polskim i niemieckim. Władze Towarzystwa stanowili: nadprezydent Eduard Heinrich Flottwell (przewodniczący), nadburmistrz Karl Behm, kolejny nadburmistrz (po Behmie) Eugen Naumann, prezydent policji Julius von Minutoli, kupiec Gottlieb Baarth, radny i browarnik Stanisław Kolanowski, radny i hotelarz Kasper Kramarkiewicz, piwowar Carl Stock, inżynier wojskowy (późniejszy generał) Moritz von Prittwitz i generał Karl von Grolman. W drugim roku działalności (1835) liczyło 246 członków (składka miesięczna wynosiła 10 srebrnych groszy), co świadczyło o jego dużej popularności. Organizacja była dotowana przez miasto – początkowo sumą 70, a później 120 talarów rocznie.
Niedługo po założeniu Towarzystwo utworzyło własną szkółkę drzew i krzewów przy ul. Głogowskiej, co stało się przy wydatnej pomocy Towarzystwa do Podniesienia Ogrodnictwa w Państwie Pruskim z Berlina i Królewskiej Krajowej Szkółki Drzew z Poczdamu. Ze szkółki poznańskiej wkrótce zaczęto pobierać okazy do nasadzeń ulicznych, m.in. na Alejach Marcinkowskiego, Garbarach, ulicach: Ogrodowej, Podgórnej, placu Wolności, placu Wielkopolskim, placu Ratajskiego (1886), placu Bernardyńskim i przed niektórymi kościołami. W 1840 założono pierwszy duży zieleniec miejski na Zielonych Ogródkach. W latach 1880–1881 dokonano pierwszych zadrzewień na terenach dziedzińców miejskich szkół. W 1870, po zasypaniu koryta Bogdanki, założono skwer w rejonie dawnego placu Stawnego.
Działania Towarzystwa nie zawsze były zbieżne z poczynaniami miasta i od czasu do czasu dochodziło do różnego rodzaju konfliktów. Do zbliżenia stanowisk doszło od 1891, kiedy to nadburmistrzem mianowano Richarda Wittinga. Towarzystwo było już wówczas mocno zadłużone i straciło dynamikę działania. W tym okresie miasto przejęło prawie cały ciężar pielęgnacji zieleni, a Towarzystwo ograniczyło się do utrzymywania szkółki. W 1898 władze miejskie utworzyły Zarząd Ogrodów i Parków Miejskich (Städtische Park und Garten-Verwaltung), co przyczyniło się do ostatecznej likwidacji Towarzystwa. Na czele nowego Zarządu Ogrodów stanął ogrodnik-planista Hermann Kube, wcześniej pracujący w zarządzie królewskich ogrodów w Sanssouci. Szkółkę z czasem przebudowano na ogólnodostępny park (obecny Park Wilsona).